# عملية شمال القوقاز (1920)
كانت عملية شمال القوقاز هجومًا استراتيجيًا نفذته الجبهة القوقازية التابعة للجيش الأحمر ضد القوات المسلحة لجنوب روسيا التابعة للحركة البيضاء (الجيش الأبيض)، ووقعت الحملة في منطقة شمال القوقاز بين 17 يناير و7 أبريل من عام 1920. دارت وقائع العملية في الجبهة الجنوبية إبان الحرب الأهلية الروسية، وكانت العملية إحدى محاولات السوفيات لتدمير المقاومة البيضاء.
انتهت العملية بهزيمة القوات البيضاء في شمال القوقاز، وإخلاء ما تبقى من عناصر جيش التطوع نحو القرم، بعدما تقلص تعداد عناصره ليصبح فيلقًا. زحف الجيش الأحمر نحو حدود جورجيا وأذربيجان بحلول نهاية العملية، فعقبها غزو أذربيجان.

## خلفية تاريخية
كانت العملية استمرارًا للهجوم على الجبهتين الجنوبية والجنوبية الغربية بين عامي 1919 و1920. بحلول منتصف شهر يناير من عام 1920، تقدّمت الجبهة القوقازية تحت قيادة فاسيلي شورين مسافة 500 كيلومتر انطلاقًا من مدينة تاغانروغ، غرب سهب كالميك، مؤسسًا نقطة عبور في باتابسك على نهر الدون وعلى نهر سال جنوب كوتلنيكوفو. تألفت الجبهة القوقازية من الجيوش الثامنة والتاسعة والعاشرة والحادية عشرة وجيش الخيالة الأول، فكان قوام الجيش 214,800 عنصر، من بينهم 47,600 جندي مشاة و22,700 عنصر من الخيالة و580 مدفعًا و2732 مدفع رشاش. طارد هؤلاء القوات المسلحة لجنوب روسيا تحت قيادة الفريق أنطون دينيكين، والتي تألفت من كتيبة المتطوعين المنفصلة تحت قيادة الفريق ألكسندر كوتيبوف وجيش الدون تحت قيادة الفريق فلاديمر سيدورين، والجيش القوقازي تحت قيادة الفريق في. إل. بوكروفسكي، وقوات شمال القوقاز التابعة لقائد الخيالة إي. إرديلي، وقوات محافظة البحر الأسود بقيادة الفريق أ. لوكومسكي، فكان تعداد كل تلك القوات 250 ألف فرد، وتألفت من 60,500 جندي مشاة و31,600 عنصر من الخيالة و450 مدفعًا ونحو 1200 مدفع رشاش. على الرغم من التكافؤ النسبي لتعداد القوات لدى كل من الطرفين، انهارت معنويات القوات البيضاء بعدما انسحبت إلى شمال القوقاز.

## مقدمة
اقتضت الخطة السوفياتية شنّ هجوم مباشر وعنيف، باستخدام 4 جيوش من الجناح الأيمن والمنتصف، على يكاترينودار (كراسنودار حاليًا) على طول الخط الذي يبدأ من مصب نهر الدون وحتى سادوفوي، وتدمير القوات البيضاء لمنعها من الانسحاب نحو منطقة كوبان جنوب روسيا. على الجناح الأيسر، اقتضت الخطة شنّ الجيش الحادي عشر هجوم على كيزليار وبوديونوفسك بالتزامن مع هجوم الجيوش الأربعة السابقة. وبالتالي، كان من المفترض أن توجه الهجمات لاحقًا نحو المركز والجناح الأيسر، باستخدام الهجوم التجمعي (من كافة الجهات) للقضاء على القوات البيضاء في المنتصف وجنوب شمال القوقاز، والاستيلاء على ستافروبول ومنرالني فودي وحقول غروزني النفطية وداغستان.
تألفت فرقة الاصطدام الرئيسة في الجبهة القوقازية من جيش الخيالة الأول بقيادة سيميون بوديوني والجيش الثامن بقيادة غريغوري سوكولنيكوف والجيش التاسع بقيادة ألكسندر ستيبن والجيش العاشر بقيادة ألكسندر بافلوف، وكتيبة الخيالة المدمجة بقيادة بوريس دومينكو، فكان تعداد القوات بأكملها 29 ألف جندي مشاة و19 ألف عنصر من قوات الخيالة ونحو 450 مدفعًا وأكثر من 2000 مدفعٍ رشاش. أوكلت القوات بمهمة القضاء على كتيبة المتطوعين المنفصلة وجيشي الدون والقوقاز، ومنعهم من اكتساب نقاط عبور على الضفتين اليساريتين لنهري الدون وسال، وتمهيد الطريق للإغارة على المقر الرئيس لدينكين في مدينة تيخورتسك بعد الوصول إلى خط مدنيتي ييسك وفيليكوكنياجيسكايا وبحيرة لوبوخوف. واجهت قوات الاصطدام القوات الرئيسة لجيش قوات جنوب روسيا المسلحة، والمؤلفة من 29 ألف جندي مشاة و25 ألف عنصر من الخيالة وما لا يزيد عن 440 مدفعًا ونحو 1100 مدفع رشاش. اعتمد قادة قوات المسلحة لجنوب روسيا على فترة راسبوتيتزا (فترة تمرّ في فصلين من السنة تتمثل بصعوبة الترحال جراء امتلاء الطرقات بالوحل الناجم عن ذوبان الثلوج أو تساقط الأمطار) القادمة لإيقاف تقدم هجوم الجيش الأحمر على المجرى السفلي لنهري الدون وسال، ثم خطط القادة لاستقدام القوات الاحتياطية وشنّ هجومٍ مضاد.